# Agostino Casaroli
Agostino kardinál Casaroli (24. listopadu 1914 Castel San Giovanni – 9. června 1998 Řím) byl římskokatolický kněz, diplomat a kardinál státní sekretář (1979–1990) Vatikánu.

## Životopis

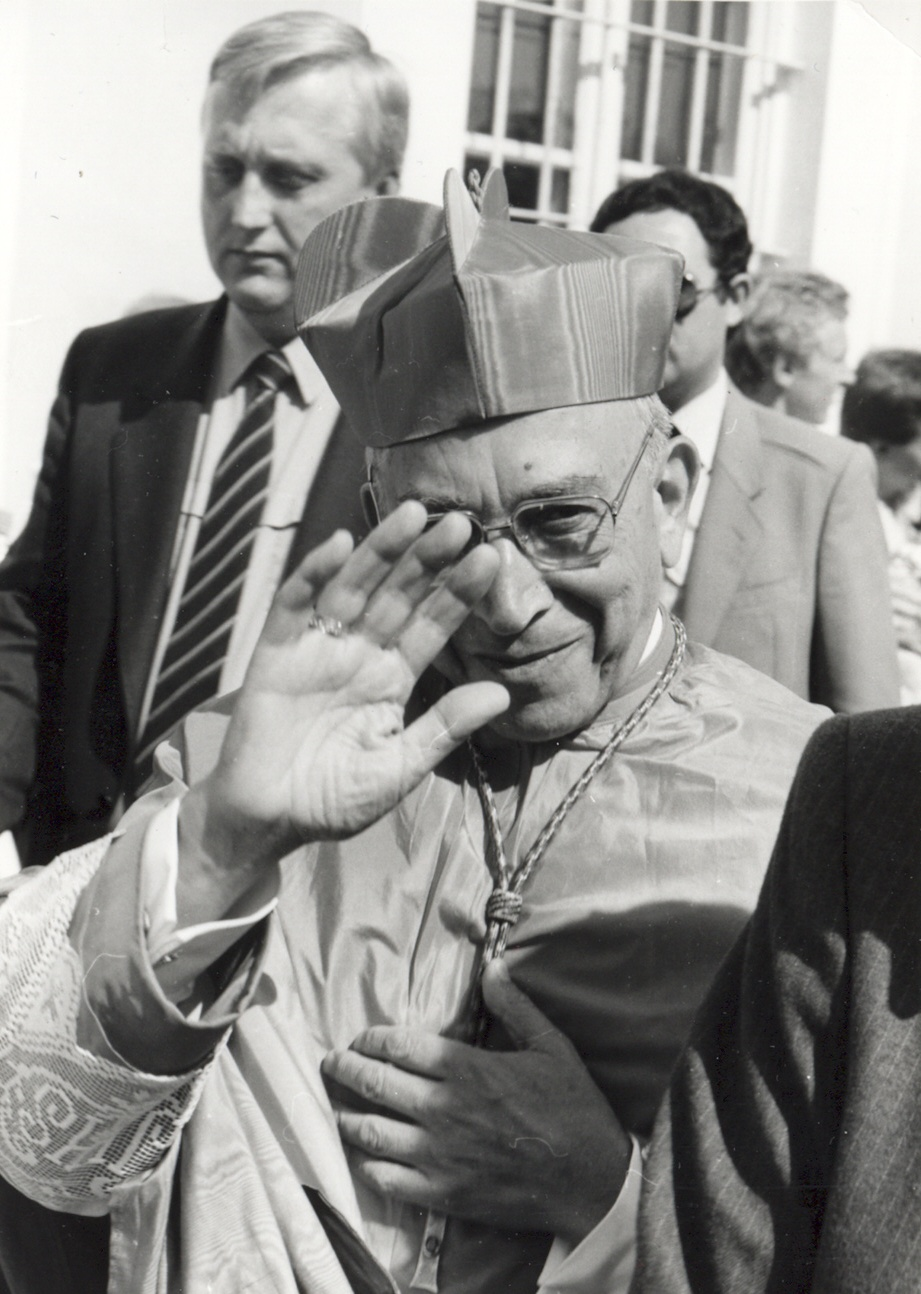
A. Casaroli 5. 7. 1985 Velehrad

Narodil se v chudé rodině v Castel San Giovanni (Piacenza). V květnu 1937 byl vysvěcen na kněze a pokračoval dále na studiu na Papežské církevní akademii. 1939 obdržel doktorát kanonického práva. V roce 1940–1961 byl zaměstnán jako úředník na Státním sekretariátu. Jan XXIII. jej v roce 1961 jmenoval náměstkem tajemníka Kongregace pro mimořádné církevní záležitosti. Papežem Janem XXIII. byl pověřen navázáním diplomatických kontaktů se státy východního bloku. Zde vedl první diplomatickou misi do Maďarska, která se snažila vyřešit osud kardinála Józsefa Mindszentyho, který byl po potlačení Maďarského povstání v nedobrovolném vězení na americké ambasádě v Budapešti. Zahájil taktéž diplomatické vztahy s Československem, kde vyjednával o postavení katolické církve, jmenování biskupů a o osudu kardinála Berana, který byl v 50. letech internován na různých místech republiky. Mimo jiné domlouval a diskutoval možnost návštěvy Josefa Berana v Římě, při které měl převzít kardinálskou hodnost. Během svých jednání se setkal i Josefem Plojharem, kterého ovšem ve své knize značně kritizoval
Postupně se stal vůdčí osobností vatikánské diplomacie, vedl jednání Vatikánu s řadou zemí a byl hlavním spoluarchitektem politiky papežů Pavla VI. a Jana Pavla II. vůči zemím východního bloku. Dne 4. července 1967 byl jmenován tajemníkem Kongregace pro mimořádné církevní záležitosti. Dne 16. července jej Pavel VI. vysvětil na biskupa a v roce 1979 jej Jan Pavel II. jmenoval kardinálem a státním sekretářem. Dne 1. prosince 1990 na tento úřad rezignoval pro vysoký věk.
Kardinál Casaroli se jako papežský legát zúčastnil Národní pouti na Velehradě v roce 1985. V roce 1990 se zúčastnil jako kardinál státní sekretář historicky první návštěvy papeže v Československu.
V roce 2001 vydalo Karmelitánské nakladatelství jeho knihu Trýzeň trpělivosti, v níž popisuje diplomatické vztahy Svatého stolce a komunistických zemí v letech 1963–1989 a své angažmá v nich.

## Vyznamenání
- velký záslužný kříž Záslužného řádu Spolkové republiky Německo – Německo, 1960
- velkodůstojník Řádu zásluh o Italskou republiku – Itálie, 7. května 1963[2]
- velká čestná dekorace ve zlatě s hvězdou Čestného odznaku Za zásluhy o Rakouskou republiku – Rakousko, 1965[3]
- velkodůstojník Řádu prince Jindřicha – Portugalsko, 12. října 1966[4]
- rytíř velkokříže Řádu zásluh o Italskou republiku – Itálie, 22. září 1972[5]
- velkokříž Řádu Kristova – Portugalsko, 20. října 1979[4]
- velkokříž Řádu svatého Jakuba od meče – Portugalsko, 31. března 1981[4]
- velkokříž Řádu prince Jindřicha – Portugalsko, 26. dubna 1985[4]
- velká čestná dekorace ve zlatě na stuze Čestného odznaku Za zásluhy o Rakouskou republiku – Rakousko, 1991[3]
- rytíř Řádu zvěstování – Itálie[6]

## Dílo
- CASAROLI, Agostino. Trýzeň trpělivosti. Kostelní Vydří: Karmelitánské nakladatelství, 2001. ISBN 80-7192-621-3.